# Erdős–Stone-tétel
A matematika, a gráfelmélet, azon belül az extremális gráfelmélet területén az Erdős–Stone-tétel a Turán-tételt általánosító aszimptotikus eredmény; míg a Turán-tétel a teljes gráfmentességgel foglalkozik, az Erdős–Stone-tétel a H-mentes (ahol H egy nem teljes gráf) gráfok éleinek számára állapít meg korlátot. Nevét Erdős Pál és Arthur Stone matematikusokról kapta, akik 1946-ban bizonyították,. Később „az extremális gráfelmélet alaptételének” is nevezték.

## Turán-gráfok extremális függvényei
Az ex(n; H) extremális függvényt úgy határozzuk meg, mint az olyan gráfok maximális éleinek számát, mely csúcsainak száma n és nem tartalmaz H-val izomorf részgráfot.  A Turán-tétel szerint ex(n; Kr) = tr − 1(n), ami a Turán-gráf rendje, és a Turán-gráf az egyetlen extremális gráf. Az Erdős–Stone-tétel kiterjeszti az eredményt a Kr(t)-t nem tartalmazó gráfokra; méghozzá a teljes r-részes gráfokra, melyeknél minden csoportban t csúcs található (vagy ezzel ekvivalens módon, a T(rt,r) Turán-gráfokra):
{\displaystyle {\mbox{ex}}(n;K_{r}(t))=\left({\frac {r-2}{r-1}}+o(1)\right){n \choose 2}.}

## Tetszőleges nem páros gráfok extremális függvényei
Ha H tetszőleges gráf, melynek kromatikus száma r > 2, akkor H minden olyan esetben benne van Kr(t)-ben, amikor t legalább akkora, mint a H r-színezésének legnagyobb színosztálya, de nincs benne a T(n,r − 1) Turán-gráfban (hiszen ennek a Turán-gráfnak minden részgráfja r − 1 színnel színezhető).
Következésképpen a H-hoz tartozó extremális függvényérték legalább akkora, mint T(n,r − 1) éleinek száma, és legfeljebb akkora, mint a Kr(t)-hez tartozó extremális függvényérték; azaz,
{\displaystyle {\mbox{ex}}(n;H)=\left({\frac {r-2}{r-1}}+o(1)\right){n \choose 2}.}
Ha H páros gráf, a tétel nem ad éles korlátot az extremális függvényre. Ismert, hogy ha H páros, akkor ex(n; H) = o(n2), és az általános páros gráfokról ennél többet nem nagyon tudunk elmondani. A páros gráfok extremális függvényeiről lásd még: Zarankiewicz-probléma.

## Kvantitatív eredmények
A tétel számos verzióját igazolták, melyek pontosabban írják le n, r, t és az o(1) tag kapcsolatát. Vezessük be a következő jelölést: sr,ε(n) (ahol 0 < ε < 1/(2(r − 1))) legyen a legnagyobb olyan t, amire minden n csúcsból és
{\displaystyle \left({\frac {r-2}{2(r-1)}}+\varepsilon \right)n^{2}}
élből álló gráf tartalmazza Kr(t)-t.
Erdős és Stone bebizonyították, hogy elegendően nagy n-re
{\displaystyle s_{r,\varepsilon }(n)\geq \left(\underbrace {\log \cdots \log } _{r-1}n\right)^{1/2}}.
Először az sr,ε(n) helyes sorrendjét kellett megállapítani az n tagok szerint, ezt Bollobás és Erdős végezte el: bármely adott r és ε-ra léteznek olyan c1(r, ε) és c2(r, ε) konstansok, melyekre c1(r, ε) log n < sr,ε(n) < c2(r, ε) log n.  Chvátal és Szemerédi ezután meghatározták az r-től és ε-tól való függést, konstans erejéig:
{\displaystyle {\frac {1}{500\log(1/\varepsilon )}}\log n<s_{r,\varepsilon }(n)<{\frac {5}{\log(1/\varepsilon )}}\log n} elegendően nagy n-re.

## Fordítás
- Ez a szócikk részben vagy egészben az Erdős–Stone theorem című angol Wikipédia-szócikk ezen változatának fordításán alapul.  Az eredeti cikk szerkesztőit annak laptörténete sorolja fel. Ez a jelzés csupán a megfogalmazás eredetét és a szerzői jogokat jelzi, nem szolgál a cikkben szereplő információk forrásmegjelöléseként.